# كرواسون

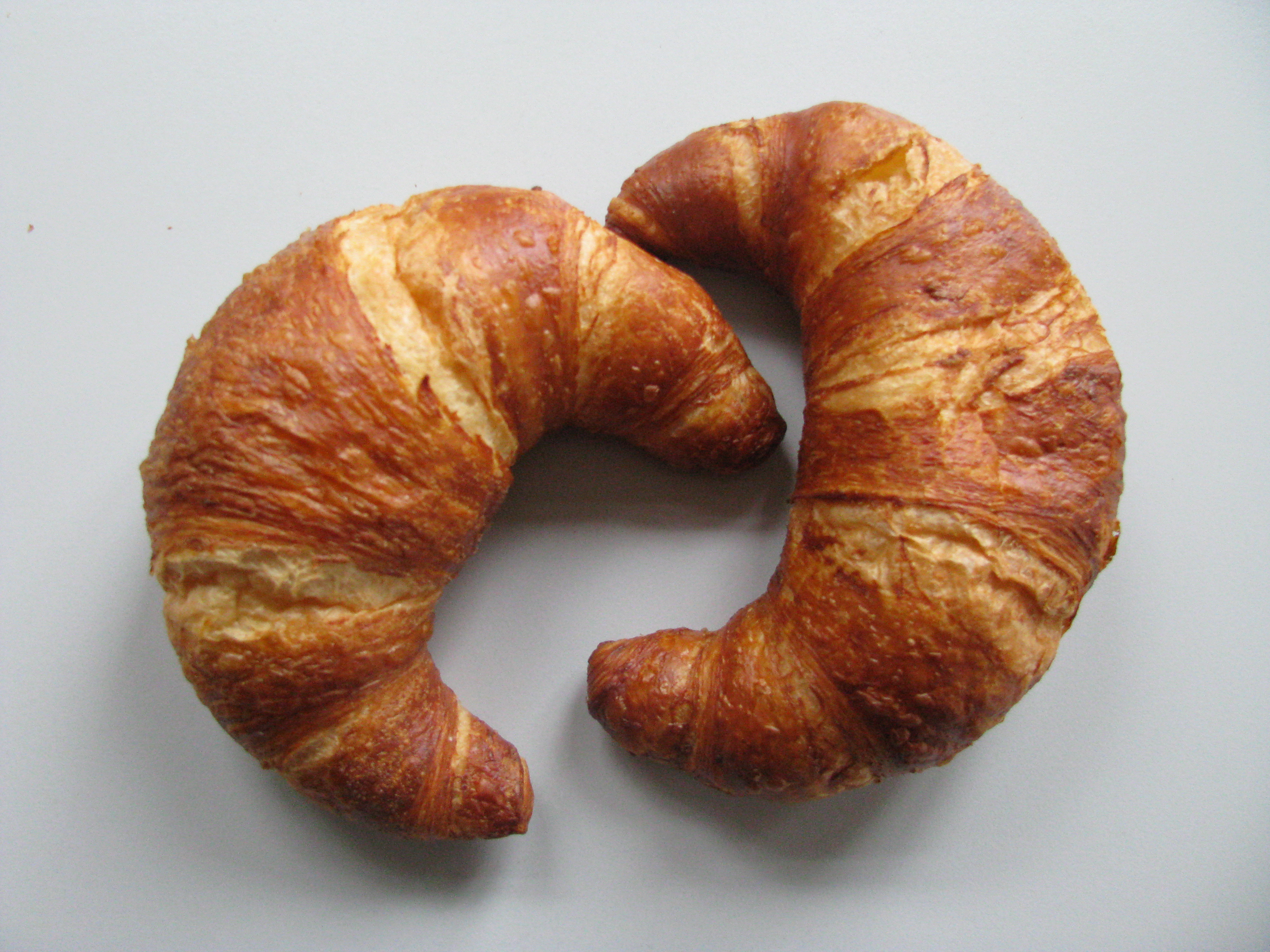
قطع كَروَسّان.

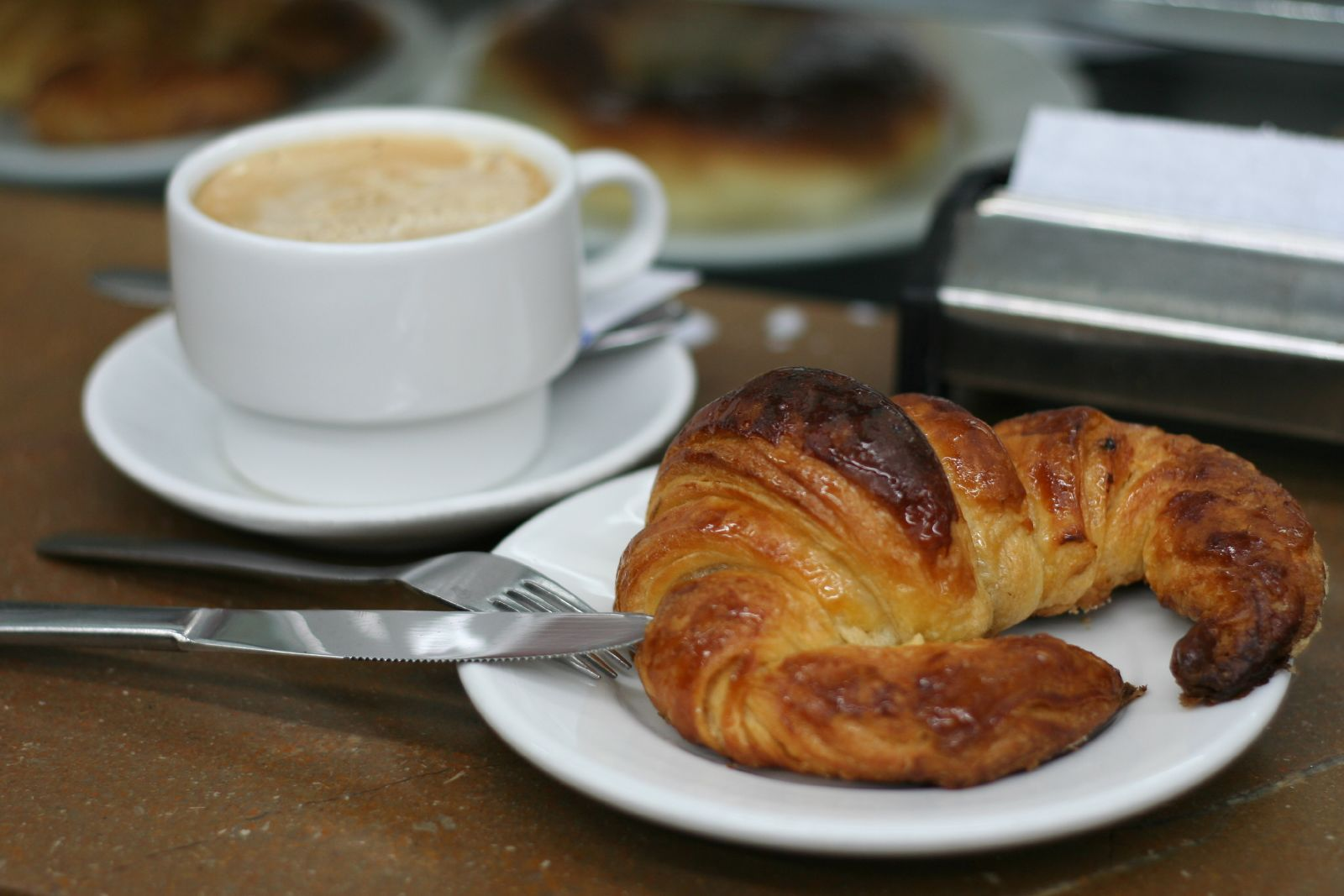
كَروَسّان.

الهِلَالِيَّة أو الكَرْوَسَّان أو القَروَصَّان أو المولتو أو الكرواصة كما في المغرب (بالفرنسية: الكرواسون - Croissant)‏ و(بالإنجليزية: Croissant)‏، نوع من المخبوزات الغنية بالزبدة. يصف الاسم الفرنسي شكله الهلالي. تضاف بعض الحشوات له كالمربى والعسل والجبنة والشوكولاتة أثناء الخبز أو يخبز بدونها نوعًا مننسجت العديد من الأساطير حول نشأة وأصول الكَروَسّان منها أنه صنع احتفالاً بانتصار الفرنسيين بمعركة بلاط الشهداء على قوات الأمويين عام 732 بحيث يمثل شكل الهلال الإسلامي أو أنه ابتكر ابتهاجاً لهزيمة العثمانيين على يد القوات البولندية عام 1683 خلال حصار فيينا للإشارة إلى الهلال بالعلم العثماني. خلص المؤرخون إلى أن القصص المروية عن أصل الكَروَسّان لا أساس لها وأن الكَروَسّان لم يظهر في فرنسا قبل القرن التاسع عشر الميلادي. ظهرت كلمة كَروَسّان في كتاب أول مرة في سنة 1853 ولكنها لم تكن تشير إلى 

## المعلومات الغذائية
تحضّر عجينة الكروسوان من الحليب، الطحين، السكر، الزيت، الخميرة والملح.
تحتوي قطعة الكراوسان (140غ تقريباً) على المعلومات الغذائية التالية:
- السعرات الحرارية: 279
- الدهون: 16
- الدهون المشبعة: 2
- الكوليسترول: 6
- الكاربوهيدرات: 29
- البروتينات: 5

## نظرة عامة على التصنيع

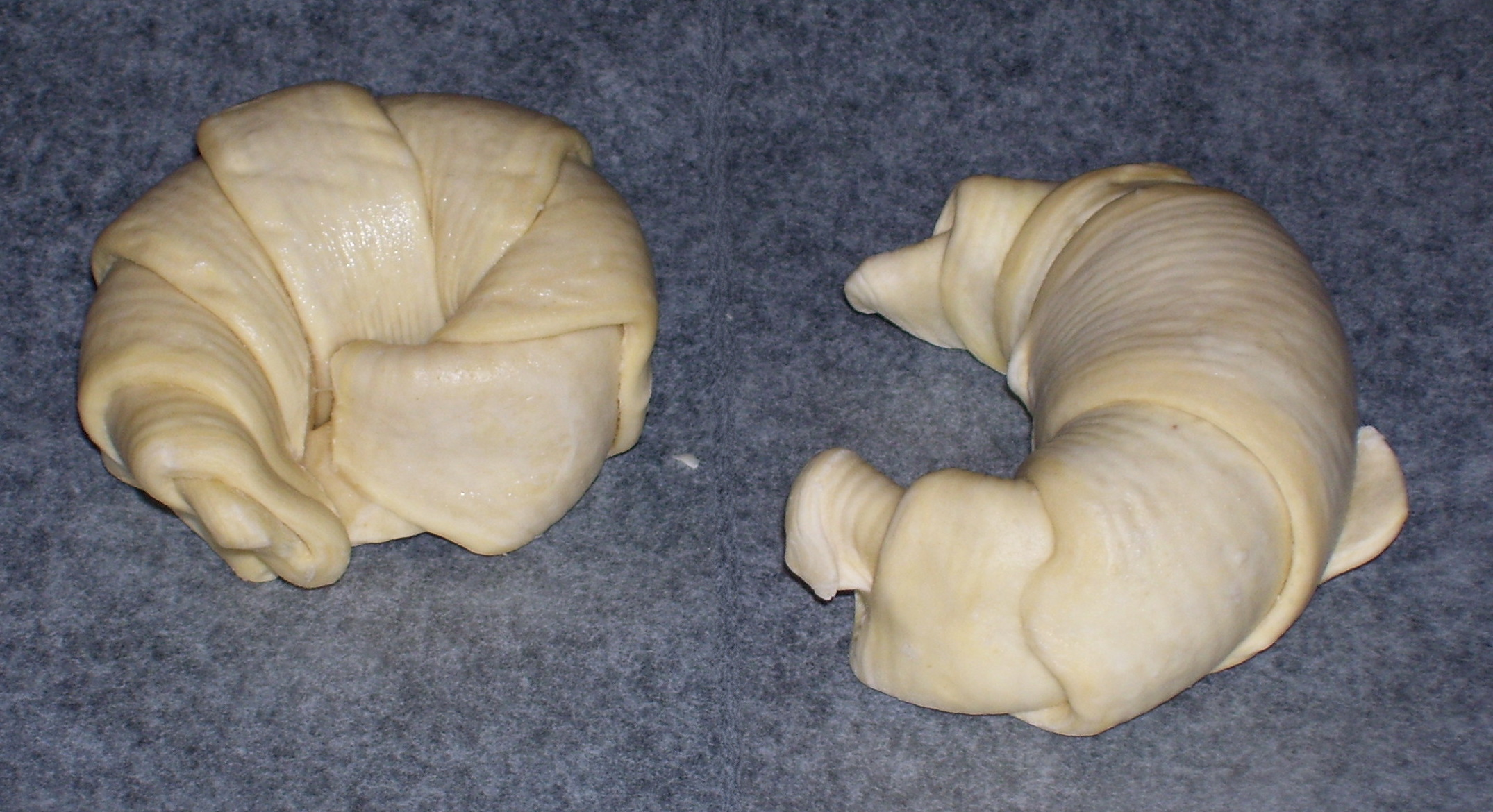
ارتفاع الكَروَسّان

الخطوة الأولى في تصنيع الكَروَسّان هي التكوين "العجين الأولي (بالإنجليزية: predough)‏". لتحضير العجين يُخلط الدقيق والماء والدهون والخميرة والملح والسكر معًا في خطوة واحدة. عادة ما يُخلط المكونات الأولية لعجين الكَروَسّان في بيئة باردة نسبيًا، ولفترة أطول من المعجنات الأخرى. ويجب أن تكون درجة الحرارة المثالية للعجين نحو 19 درجة مئوية لترطيب المكونات ترطيبًا أفضل. بالمقارنة مع خلط مكونات عجينة الخبز يعتبر العجين المحضر لهذا النوع من المعجنات غير متطور حيث يُوقف الخلط بمجرد أن يبدو العجين متجانسًا، وللسماح بمزيد من تطوير العجين في الخطوة التالية.
الخطوة الثانية هي عملية تصفيح العجين [الإنجليزية] أو التغليف. التصفيح ضروري لإنتاج عجين متعدد الطبقات مع طبقات متبادلة من العجين الأولي والدهون (زيت أو زبدة أو سمنة). وعمومًا هناك طريقتان لطي الدهن في العجين هما الطريقة الإنجليزية والطريقة الفرنسية. ففي الطريقة الإنجليزية، ينتج عن الطية الواحدة طبقتان من الدهون وثلاث طبقات من العجين. إذ بعد فرد العجينة الأولية، تُوزع دُهون اللف إلى سمك مماثل لسمك العجين الأولي ويُنشر على ثلثي سطح العجين المرقق. ثم يُطوى بعد ذلك الثلث المكشوف غبر المدهون من العجين الأولي فوق نصف الطبقة التي تحتوي على الدهون المدهونة عليها، بينما يُطوى الطرف الآخر (طبقة عجين أولي وطبقة دهنية واحدة) في الأعلى. أما في الطريقة الفرنسية، فينتج عن الطية الواحدة طبقة دهون وطبقتين عجين. فبعد فرد العجينة الأولية ووضع طبقة من الدهن الموزع على السطح المركزي للعجين دون الأطراف، تُثنى زوايا العجين في اتجاه منتصف الدهن. وعادة ما تُسطّح عجينة الكَروَسّان حتى يُحصل على 16-50 طبقة دهنية. ويمكن تحديد العدد الأمثل للطبقات من خلال موازنة بعض خصائص الفتات مع حجم معين. فمن ناحية ينتج عن عدد قليل من الطبقات ارتفاعات محددة كبيرة وسمك بالعجينة بالإضافة إلى بنية الفتات غير المنتظمة والمنفصلة وذات الفراغات الكبيرة. ومن ناحية أخرى يؤدي عدد كبير من الطبقات الرقيقة نسبيًا إلى الترابط بين طبقات العجين المختلفة بالإضافة إلى تقليل سمك العجين.
بعد التصفيح تتشكل العجينة على شكل الهلال الشهير. أولاً يُقطع العجين الرقائقي إلى مثلثات بالحجم المرغوب. ثم يُدحرج بعد ذلك دحرجة أو لف طرف عجينة المثلثات من القاعدة باتجاه الرأس بثلاث دورات ونصف إلى أربع لفات كاملة، وفي النهاية تُثنى نهايات اللفة إلى الداخل لتشكيل الهلال.
الخطوة الثالثة هي عملية التخمير. ويختلف الكَروَسّان عن المعجنات الأخرى من حيث أنه يحتوي على الخميرة التي تزيد من حجم العجين أثناء ترك العجين لترتاح (بالإنجليزية: proofing)‏. أفضل جودة للكَروَسّان عند مستوى خميرة 7.5٪، مع وقت ترك للراحة يبلغ 60 دقيقة عند 31 درجة مئوية. ويُترك الكَروَسّان ليرتاح حتى تتضخم العجينة بمقدار ضعفين ونصف ضعف حجمها الأصلي.
الخطوة الرابعة هي عملية الخبز. يُعرف أيضًا باسم «رفع المعجنات» أو «رفع العجين»، حيث يتمدد العجين عندما يتحول الماء إلى بخار، مما يزيد الضغط بين كل طبقة عجين. ونتيجة لذلك يرتفع عجين الكَروَسّان لينتج قوامه المميز. واعتمادًا على نوع الفرن المستخدم والحجم المحدد للكَروَسّان، يمكن أن يتراوح وقت الخبز من 10 إلى 20 دقيقة ويمكن ضبط درجة حرارة الفرن في أي مكان من 165 درجة مئوية إلى 205 درجة مئوية.
الخطوات النهائية هي تبريد وتخزين الكَروَسّان. لا يُخزن الكَروَسّان عمومًا لفترة طويلة، وعادة ما يؤكل بعد الخبز بفترة وجيزة.

## وظيفة المكونات أثناء عملية التكوين

### العجينة الأولية
تؤثر بروتينات الغلوتين على امتصاص الماء وخصائص اللزوجة المرنة للعجينة الأولية. يمكن تقسيم دور البروتينات إلى مرحلتين من تكوين العجين: الترطيب والعجن. في مرحلة الترطيب تمتص بروتينات الغلوتين الماء حتى ضعف وزنها. في مرحلة التشوه أو العجن، يؤدي عمل الخلط إلى خضوع الغلوتين لسلسلة من تفاعلات البلمرة وإزالة البلمرة، مما يؤدي إلى تكوين شبكة لزجة مرنة. تساعد بروتينات الغلوتينين الرطبة على وجه الخصوص في تكوين شبكة بروتين بوليمرية تجعل العجين أكثر تماسكًا. ومن ناحية أخرى لا تشكل بروتينات جليادين المائية الشبكة مباشرة، ولكنها تعمل كمواد ملدنة لشبكة الغلوتينين، مما يضفي سيولة على لزوجة العجين.
يؤثر النشاء أيضًا على لزوجة المواد الأولية. في درجة حرارة الغرفة وكمية كافية من الماء، يمكن لحبيبات النشا السليمة أن تمتص الماء بنسبة تصل إلى 50٪ من وزنها الجاف، مما يتسبب في انتفاخها إلى حد معين.
عُثر على الحبيبات المنتفخة قليلاً في الفراغات بين شبكة الغلوتين، مما يساهم في تناسق العجين. وقد لا تكون الحبيبات سليمة؛ لأن عملية طحن القمح إلى دقيق تتلف بعض حبيبات النشا. وبالنظر إلى أن حبيبات النشا التالفة لديها القدرة على امتصاص نحو ثلاثة أضعاف كمية الماء التي تمتصها النشا غير التالف، فإن استخدام الدقيق الذي يحتوي على مستويات أعلى من النشا التالف يتطلب إضافة المزيد من الماء لتحقيق النمو الأمثل للعجين والاتساق.
يؤثر محتوى الماء على السلوك الميكانيكي للعجينة الأولية. كما نُوقش سابقًا يمتص الماء عن طريق حبيبات الغلوتين والنشا لزيادة لزوجة العجين. تعتبر درجة حرارة الماء مهمة أيضًا لأنها تحدد درجة حرارة العجينة الأولية. من أجل تسهيل عملية التكوين، يجب استخدام الماء البارد لسببين رئيسيين. أولاً يوفر الماء المبرد بيئة مرغوبة لتطوير الغلوتين، حيث تؤثر درجة الحرارة التي يحدث فيها الخلط على وقت ترطيب العجين والاتساق والكمية المطلوبة من طاقة الخلط. ثانيًا الماء البارد يمكن مقارنته بدرجة حرارة الدهن المستخدم للف الذي سيُضاف لاحقًا، ما يسهل دمج الأخير.
يؤثر دهن العجين على ملمس ورفع العجين الأولي. على الرغم من أن المستويات العالية من دهون العجين قد تقلل من رفع العجين أثناء الخبز، إلا أنها ترتبط أيضًا بمنتج نهائي أكثر ليونة. وعلى هذا النحو فإن الوظيفة الرئيسية للدهن داخل العجين هي إنتاج ليونة مرغوبة في الكَروَسّان النهائي.

### التصفيح
في عجينة الكَروَسّان المرققة والمصفحة (laminated)، لا تكون شبكة الغلوتين مستمرة. يؤثر تكوين طبقات رقيقة ومحددة جيدًا على ارتفاع سمك العجين. وعمومًا تحتوي عجينة الكَروَسّان المرققة على طبقات أقل من عجين فطائر البف باتسري الأخرى التي لا تحتوي على الخميرة، وذلك بسبب وجود فقاعات صغيرة في رقائق الغلوتين. وعند ترك العجين لترتاح تتوسع هذه الفقاعات وتدمر تكامل طبقات العجين. تؤدي الترابطات الناتجة بين طبقات العجين المختلفة إلى زيادة قوة العجين والسماح لبخار الماء بالتسرب عبر المسام الدقيقة أثناء الخبز، وبذلك تقليل رفع أو سمك العجين. يؤثر دور الدهون أيضًا على فصل الطبقات، كما سيُرى لاحقًا.
يؤثر دهن اللف على تفتيت ونكهة الكَروَسّان. وفي العجينة المغلفة (المصفحة) تتناوب طبقات الدهن مع طبقات العجين. على هذا النحو فإن أهم وظيفة لدهن اللف هي التشكيل والحفاظ على حاجز بين طبقات العجين المختلفة أثناء التصفيح والطي. كما ذكرنا سابقًا فإن قدرة الدهون على الحفاظ على الفصل بين طبقات العجين المطوية تضمن رفع العجين رفعًا كافيًا.
ونوع الدهن في اللفائف المستخدم هو الزبد أو السمن النباتي. الزبدة والسمنة كلاهما مستحلب من الماء في الزيت، ويتكون من قطرات الماء المستقرة المنتشرة في الزيت. في حين أن الزبدة جذابة بسبب قبولها المرتفع من قبل المستهلك، فإن نقطة انصهارها المنخفضة 32 درجة مئوية، تجعلها في الواقع غير مرغوب فيها لأغراض الإنتاج. سوف يتسبب استخدام الزبدة كدهن للف العجين أثناء خطوة التصفيح في حدوث مشاكل في التزييت أثناء عملية التغليف والتخمير إذا لم يجري التحكم في درجة الحرارة بإحكام، مما يؤدي إلى تعطيل سلامة الطبقات. من ناحية أخرى تستخدم أنواع السمنة استخدمًا شائعًا كدهن للف لأنها تسهل التعامل مع العجين. يجب عمومًا أن تكون درجة انصهار مارجرين اللف بين 40 درجة مئوية و44 درجة مئوية، على الأقل 3 درجات مئوية أعلى من درجة حرارة التخمير لمنع التزييت قبل الخبز. من المهم أيضًا مراعاة مرونة وصلابة الدهن المستخدم للف، والذي يُحدد من خلال محتواه الدهني الصلب. تُزامن نسبة أكبر من الدهون الصلبة عمومًا ارتفاعَ وسمك الكَروَسّان. في الوقت نفسه يجب أن يكون للدهن الملفوف مرونة مماثلة لتلك الموجودة في العجين، بحيث لا تنكسر طبقات الدهون أثناء التغليف والطي. إذا كانت الدهون أصلب من العجين، فيمكن أن تتمزق العجينة. أما إذا كانت الدهون أطرى من العجين، فسوف تستسلم للضغط الميكانيكي للصفائح ومن المحتمل أن تنتقل إلى العجين.

### التخمير

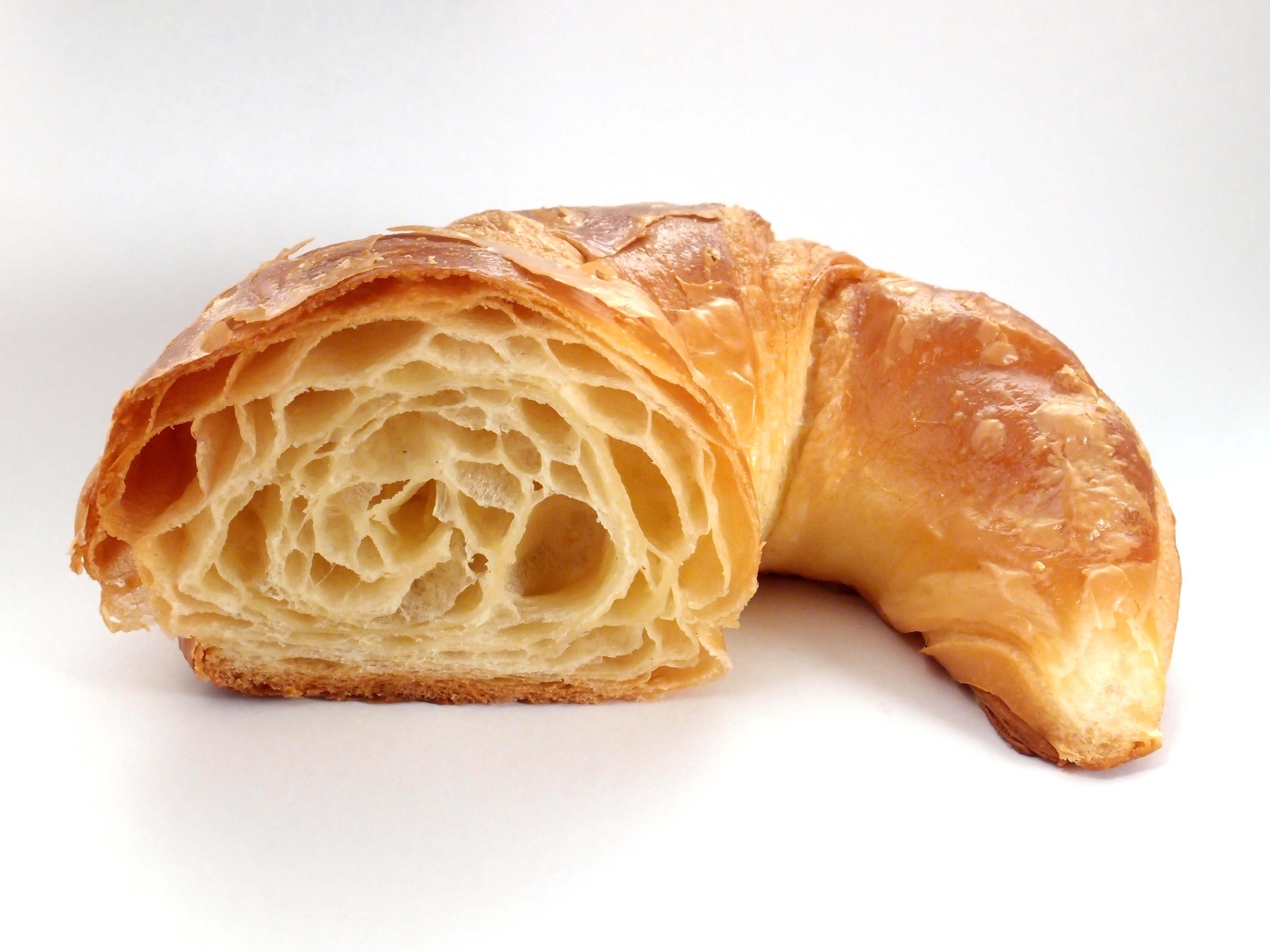
مقطع عرضي لكَروَسّان يظهر الملمس

تحتوي الكَروَسّان على الخميرة سكيراء جعوية والتي تُدمج أثناء تكوين العجين المسبق. فعندما يكون الأكسجين وفيرًا تقوم الخميرة بتفكيك السكر إلى ثاني أكسيد الكربون والماء من خلال عملية التنفس. وتطلق هذه العملية الطاقة التي تستخدمها الخميرة للنمو. بعد استهلاك كل الأكسجين، تتحول الخميرة إلى التخمر اللاهوائي. في هذه المرحلة تكسر الخميرة السكر جزئيًا إلى إيثانول وثاني أكسيد الكربون. وبمجرد أن يشبع ثاني أكسيد الكربون المرحلة المائية للعجين، يبدأ الغاز في تخمير العجين عن طريق الانتشار إلى خلايا الغاز الموجودة مسبقًا والتي تُدمح في العجين المسبق أثناء الخلط. ولا ينتج عن عمل الخميرة خلايا غازية جديدة؛ لأن الضغط الهائل المطلوب لجزيء واحد من CO2 لإنشاء فقاعة غاز جديدة لا يمكن تحقيقه ماديًا.
من أجل ضمان تفتت نسيج الكَروَسّان من المهم موازنة نشاط الخميرة مع إنتاج البخار. وإذا أفرطت الخميرة في إنتاج ثاني أكسيد الكربون، فقد تنهار الطبقات المحددة جيدًا. فأثناء عملية الخبز قد يتسبب ذلك في تسرب البخار مبكرًا جدًا من الخبز، مما يقلل من انتفاخ العجين وتفتت المنتج النهائي. وبالتالي لتعويض الآثار السلبية للخميرة على سلامة الطبقة ورفع العجين، عادة ما يحتوي الكَروَسّان على طبقات أقل من المعجنات الأخرى المنفوخة (بالإنجليزية: puff pastries)‏.

### الخبز

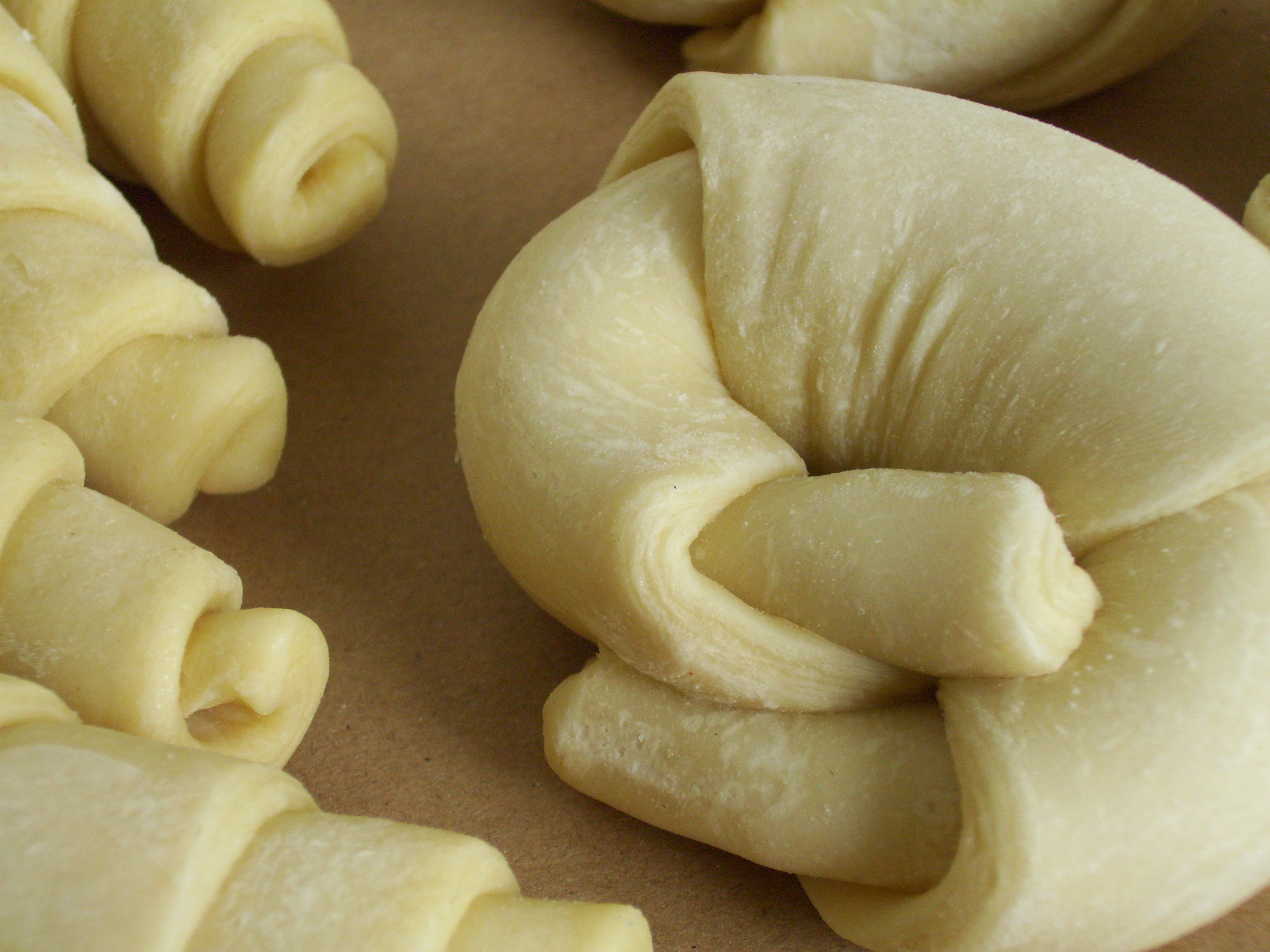
عجينة غير مخبوزة.

أثناء الخبز تتحول شبكة الغلوتين العابرة إلى شبكة دائمة. ففي درجات الحرارة المرتفعة تتشكل روابط ثاني كبريتيد بين جزيئات الغلوتينين، وكذلك بين الغليادين والجلوتينين. ومع إجراء المزيد من الروابط، تصبح شبكة الغلوتين أكثر صلابة، مما يعزز نسيج فتات الكَروَسّان. بالإضافة إلى ذلك فإن عملية الخبز تمد طبقات العجين مدًا كبيرًا بسبب التشوه العياني الكبير الذي حدث أثناء رفع العجين للتخمير.
النشاء يخضع لعملية جلتنة نتيجة الخبز. فقبل الخبز تمتص حبيبات النشاء كمية صغيرة من الماء في درجة حرارة الغرفة حيث تُخلط بالماء لتكوين عجين مسبق. وطالما بقيت درجة حرارة العجين تحت درجة حرارة الجلتنة، فإن هذا التورم الحبيبي محدود وقابل للعكس. ومع ذلك بمجرد بدء عملية الخبز وتعريض العجين لدرجات حرارة أعلى من درجة حرارة الجلتنة، تصبح بلورات الأميلوبكتين أكثر اضطرابًا داخل حبيبات النشاء وتسبب تدميرًا لا رجعة فيه للترتيب الجزيئي. وفي الوقت نفسه تعمل جلتنة النشا على سحب الماء من شبكة الغلوتين، مما يقلل من مرونة الغلوتين. وحاليًا لا يزال مدى ارتشاح الأميلوز وتشوه البنية الحبيبية أثناء خبز الكَروَسّان غير معروف.
تذوب الدهون المستخدمة للف تدريجيًا مع زيادة درجة الحرارة في الفرن. ويمكن أن تنتقل بعض الدهون الذائبة إلى العجين، مما قد يتداخل مع تشابك بروتين الغلوتين. كما تساهم مرحلة الدهون أيضًا في رفع العجين من خلال تضخم الغاز، والذي سيوصف لاحقًا.

### التخزين
لا يزال تأثير بروتينات الغلوتين أثناء التبريد والتخزين غير واضح. فمن الممكن أن تؤثر بروتينات الغلوتين على ثبات الكَروَسّان من خلال فقدان الماء الملدن، مما يزيد من صلابة شبكة الغلوتين.

## وصلات خارجية
- وصفة الكراوسان مع معلوماتها الغذائية